# Eyes on the Highway
Eyes on the Highway er det tredje album fra den danske rockgruppe Saybia. Albummet blev udgivet i 2007.

## Sange
1. "On Her Behalf"
2. "Eyes On The Highway"
3. "Angel"
4. "Godspeed Into The Future"
5. "The Odds"
6. "Romeo"
7. "Pretender"
8. "Gypsy"
9. "A Way Out"
10. "A Walk In The Park"
11. "At The End Of Blue"